# فراموشی (فیلم کوتاه)
فراموشی فیلمی کوتاه به کارگردانی فاطمه محمدی است که در سال ۲۰۱۸ میلادی (۱۳۹۷ خورشیدی) منتشر شد. این فیلم برندهٔ جشنواره بین‌المللی فیلم موندنس شد.

## محتوا
این فیلم روایت‌گر مسائل و مشکلات دوران سالخوردگی است.

## بازیگران
- مریم بوبانی
- محسن قاضی مرادی
- مهدی کمیلی
- محسن صادقی
- آدرینا توشه
- مهدی قاهری
- محمدرضا شکریان اصل
- فائزه اعظمی
- حامد ادوای
- مهدی اسدی
- پوریا خلیلی